# Dzjano Ananidze
Dzjano Ananidze (georgiska: ჯანო ამირანის ძე ანანიძე, Dzjano Amiranis dze Ananidze), född 10 oktober 1992 i Kobuleti, är en georgisk före detta fotbollsspelare.
Ananidze började i Spartak Moskva våren 2009, där han från början spelade i juniorlaget. Under sommaruppehållet tog klubbens tränare Valerij Karpin ut honom i A-laget och sedan dess har han spelat 32 matcher för klubben och gjort 4 mål. Ananidze spelade i sin tidiga karriär även en viktig roll i georgiska U21 landslaget, där han gjorde sitt första mål i en match mot Estland 3 mars 2010. Han har även spelat åtta A-landskamper för Georgien och gjort ett mål. I Ryssland omnämns Ananidze ofta som Жанo, Zjano, vilket är hans förnamn på ryska.

## Karriär

### Tidig karriär
Dzjano Ananidze började spela fotboll i sin hemstad Kobuleti. När han var 11 år gammal gav hans tränare, Merab Mzjavanadze, honom möjligheten att börja spela för den georgiska storklubben Dinamo Tbilisi.

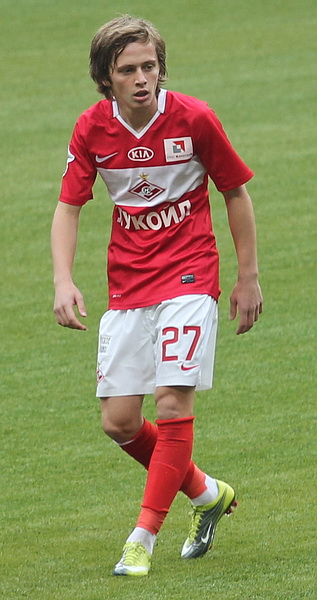
Ananidze i Spartaks färger, 11 september 2010

Ananidze gick vid 12 års ålder med i den georgiska fotbollsklubben FK Dinamo Tbilisis skola. År 2005 bjöds Dzjano in att spela i den ukrainska klubben Dynamo Kiev, där han tillbringade ett och ett halvt år. På grund av att klubben inte tillät Ananidze att spela i Georgiens landslag slutade han i klubben och flyttade hem till Georgien. Under sommaren år 2007 fick den ryska proffsklubben Spartak Moskva upp ögonen för mittfältaren. Bland andra Spartaks Andrej Polisjtjuk bevakade Ananidze i en U17-landslagsmatch mellan Georgien och Ryssland. Efter det bjöd Spartaks tekniska direktör Evgenij Smolentsev in Ananidze att provspela för klubben. Där gjorde han två mål i en match mot ungdomarna i laget. Efter det tecknade han ett avtal med klubben. Eftersom det i Ryssland inte går att skriva kontrakt med en spelare som inte bor i landet, flyttade Ananidze till Moskva för att kunna spela med klubben. På grund av juridiska regler kunde han inte spela för Spartak i några officiella matcher under år 2008, utan fick vänta till år 2009 innan det var möjligt.
| ”                       | Jag är glad att spela för Spartak Moskva. Jag gillar Spartaks spelstil mycket bättre än Dynamo Kievs | „ |
| – Dzjano Ananidze, UEFA | |   |

### Proffskarriär

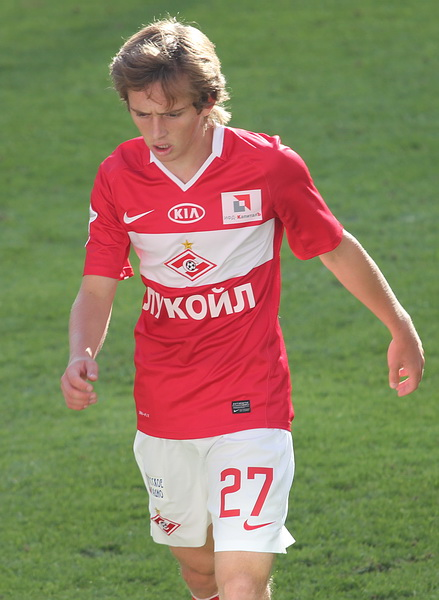
Dzjano Ananidze i en ligamatch, 21 augusti 2010

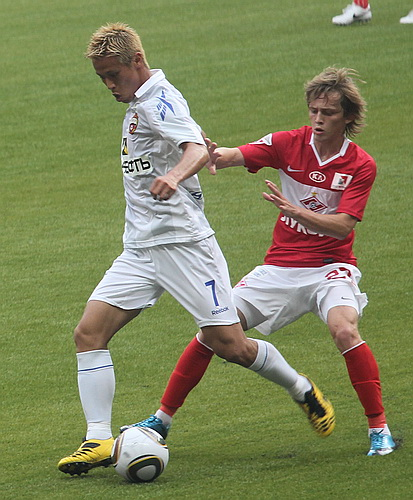
Dzjano Ananidze i närkamp med CSKA Moskvas Keisuke Honda, 1 augusti 2010

#### Spartak Moskva
Ananidze framträdde i Spartaks färger för första gången under våren år 2009. Ursprungligen spelade han i Spartaks juniorlag, där han spelade tolv matcher och gjorde fyra mål. Under sommaren samma år, vid ett träningsläger i Österrike, tog lagets tränare, Valerij Karpin, ut Ananidze att spela i A-laget. Debuten för A-laget kom i en match i ryska cupen den 15 juli 2009. I matchen, som var mot ryska division ett-laget FK Krasnodar, gjorde Ananidze ett mål. Den 1 augusti 2009 spelade Ananidze sin första match i Ryska Premier League, då han i den 69:e matchminuten bytte av Alex Raphael Meschini. Den 18 oktober 2009 blev han den yngsta person som någonsin gjort mål i Ryska Premier League då han gjorde mål mot Lokomotiv Moskva. Han var då 17 år och 8 dagar gammal. Efter sina insatser under säsongen tilldelades han under slutet av år 2009 priset Årets fotbollsspelare i Georgien. Efter en lyckosam första säsong i Spartak började ett antal engelska storklubbar som Arsenal och Liverpool försöka kontakta Ananidze. Men ryktena avfärdades av Spartaks sportchef Dimitrij Popov, som meddelade att klubben inte kommer att godta några bud förrän Ananidze åtminstone är i tjugoårsåldern. I december 2010 förlängde Ananidze sitt kontrakt med Spartak fram till säsongen år 2013. Innan han skrev på sitt nya kontrakt för Spartak hade bland annat Premier League-klubben Manchester City FC visat intresse för Ananidze. Den 17 februari 2011 gjorde Ananidze sitt första internationella mål, då han gjorde det örande 3–2-målet för Spartak Moskva mot schweiziska FC Basel i Europa League. Under början år 2011 ådrog sig Ananidze en ankelskada. Efter att ha blivit frisk från sina skador och kunnat spela matcher skadade sig Ananidze ännu en gång, i april 2011. Detta ledde till att Ananidze missade flera matcher i den ryska ligan. Senare under våren gjorde Dzjano comeback från sina skadebekymmer, och den 18 juni gjorde han det örande målet i en ligamatch mot Lokomotiv Moskva.
| ”                       | Jag drömmer om att vinna UEFA Champions League, men först av allt måste vi vinna Ryska Premier League med Spartak Moskva | „ |
| – Dzjano Ananidze, UEFA | |   |

Efter sina skadebekymmer har Ananidze haft svårt att nå en startplats i Spartak. Inför starten på säsongen 2012/2013 berömde tränaren Unai Emery Ananidze för att han gjort klubbens spel "mer dynamiskt". I säsongens tredje match den 5 augusti 2012 mot Dynamo Moskva byttes Ananidze in i den 62:a minuten och gjorde ett av klubbens 4 mål i matchen. Målet blev Ananidzes första ligamål på över ett år, då hans senaste kom mot Lokomotiv Moskva den 18 juni 2011.

#### Rostov
Efter att under en längre tid ha kämpat för en plats i Spartak Moskvas startelva meddelade man den 3 juli 2013 att Ananidze lånas ut till ligakonkurrenten FK Rostov i ett ettårigt lånekontrakt.

### Internationell karriär
I mars 2009 listade UEFA Ananidze, tillsammans med Nika Dzjalamidze och Irakli Sjekriladze, som en av det georgiska U-17-landslagets viktigaste spelare. I juli 2009 mottog Ananidze Georgiens herrlandslag i fotbolls dåvarande tränare Héctor Cúpers inbjudan till att spela i A-landslaget, som han accepterade. Ananidze sade efter valet att spela i Georgiens landslag till rysk media: "Oroa er inte för mig. Jag gjorde mitt val. Jag är georgier och kommer att spela för mitt land" (översatt från ryska:"переживать не стоит. Я сделал свой выбор. Я грузин и буду играть за сборную своей страны"). Idag är Ananidze en viktig spelare för Georgiens U21-herrlandslag i fotboll såväl som för Georgiens A-landslag, och i en U21-match mot Estland i mars 2010 gjorde han sitt första mål för U21-landslaget. I en vänskapsmatch mot Slovenien den 17 november 2010 gjorde Ananidze sitt första mål för Georgiens herrlandslag, då han i den 68:e matchminuten gjorde det avgörande 2–1 målet till Georgien. I början av år 2011 stördes Ananidzes landslagsspelande av en ankelskada, vilket gjorde att han missade matcherna i EM-kvalet mot Kroatien samt Israel. Comebacken i landslaget kom då Ananidze i början av juni fick hoppa in i förlustmatchen mot Kroatien på bortaplan. Den 11 november 2011 gjorde Ananidze comeback från start i landslaget när Georgien mötte Moldavien i en vänskapsmatch på Micheil Meschi-stadion i Tbilisi. Matchen vann Georgien med 2–0 efter att Ananidze gjort mål på straff i den 39:e matchminuten.

## Privatliv
Dzjano Ananidze föddes den 10 oktober 1992 i den georgiska kuststaden Kobuleti, nära den större staden Batumi. Ananidze har en georgisk far som heter Amiran Ananidze, därav kommer Dzjanos mellannamn, Amiranis dze Ananidze. Hans mor är den rysk-georgiska medborgaren Svetlana Sakunovoj. Hans far, Amiran, var under sovjettiden aktiv som fotbollsspelare och senare som tränare för en Kobuletiklubb. Hans mor, Svetlana, var hemmafru. När Dzjano började spela för den ryska storklubben Spartak Moskva krävde ligans reglemente att han skulle bo i landet, och därför flyttade Ananidze till Ryssland. I rysk media har Ananidze fått ett ofta använt smeknamn, Жанo (Zjano), hans förnamn på ryska. Det är även detta kortnamn som Ananidze brukar ha på sina matchtröjor i Ryssland.

## Statistik

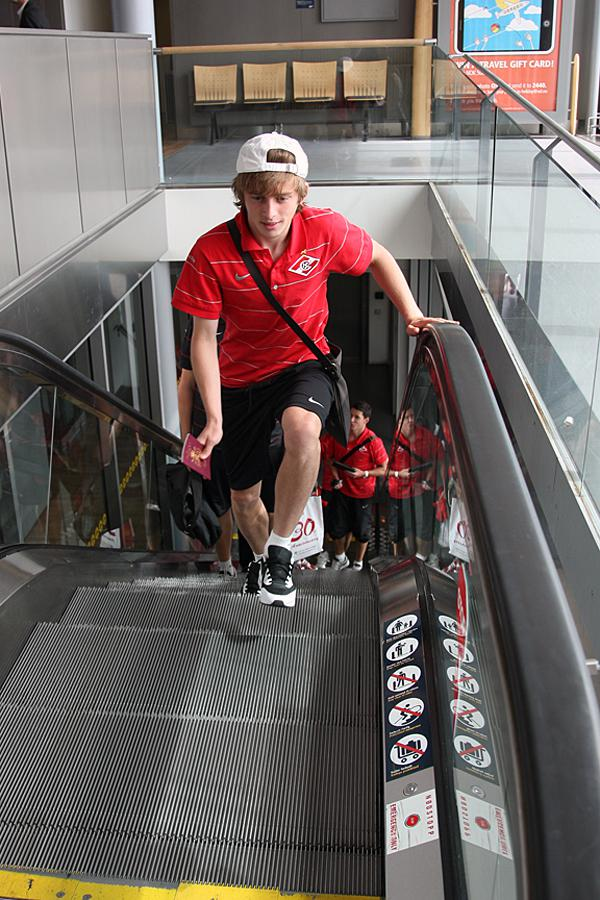
Dzjano Ananidze år 2011.

### Klubbstatistik
| Klubb          | Säsong                         | Liga    | Liga | Cup     | Cup | Kontinental | Kontinental | Totalt  | Totalt |
| Klubb          | Säsong                         | Matcher | Mål  | Matcher | Mål | Matcher     | Mål         | Matcher | Mål    |
| -------------- | ------------------------------ | ------- | ---- | ------- | --- | ----------- | ----------- | ------- | ------ |
| Spartak Moskva | Ryska Premier League 2009      | 8       | 2    | 1       | 1   | 0           | 0           | 9       | 3      |
| Spartak Moskva | Ryska Premier League 2010      | 23      | 2    | 0       | 0   | 2           | 0           | 23      | 2      |
| Spartak Moskva | Ryska Premier League 2011/2012 | 15      | 1    | 3       | 0   | 3           | 1           | 21      | 2      |
| Spartak Moskva | Ryska Premier League 2012/2013 | 3       | 1    | 0       | 0   | 0           | 0           | 3       | 1      |
| Spartak Moskva | Totalt                         | 49      | 6    | 4       | 1   | 5           | 1           | 58      | 8      |
| Karriär Totalt | Karriär Totalt                 | 49      | 6    | 4       | 1   | 5           | 1           | 58      | 8      |